# Repdigit
En matemáticas recreativas, un repdigit es un número natural compuesto repetidas veces del mismo dígito, más a menudo en el sistema decimal.
Los ejemplos son 11, 666, 4444, 77777, y 999999. Todos los repdigits son número capicúas y son múltiplos de repunits. Uno de los más famosos repdigits es el 666, referido en la escatología cristiana como el número de la bestia.
Repdigits son una representación de un número en base {\displaystyle B} representado por {\displaystyle x{\frac {B^{y}-1}{B-1}}} donde {\displaystyle 0<x<B} se repite digit y {\displaystyle y} es el número de repeticiones. Por ejemplo, el repdigit 77 en base 10 es {\displaystyle 7{\frac {10^{2}-1}{10-1}}}.
La palabra repdigit es una contracción, formada de "repeated digit" (cifra repetida).